# Gazipaşa Lufthavn
Gazipaşa Lufthavn (IATA: GZP, ICAO: LTFG) er en international lufthavn i Tyrkiet. Den er beliggende i Antalya provinsen, 30 minutters kørsel fra Alanya, og cirka 120 minutters kørsel fra Antalya.
I 2012 betjente lufthavnen 85.000 passagerer.

## Historie
Lufthavnen stod færdigbygget i 1999, men åbnede ikke for flyvningerne på grund af bureaukrati. I 2006 kom der hul på forhandlingerne, og alle lokale parter blev enige om at lufthavnen skulle gøres operationel. Firmaet TAV Airports Holding skulle drive lufthavnen, mod at betale 50.000 US$ om året, og afgive 65 % af det samlede overskud på driften. Aftale er gældende i 25 år. TAV forlængede også landingsbanen til 2.000 meter, så den kunne tage imod større passagerfly.
Lufthavnen åbnede for indenrigsflyvninger i juli 2010, og ved starten af feriesæsonen året efter kom der charterflyvninger fra Amsterdam Airport Schiphol.

## Flyselskaber og destinationer
I september 2013 havde lufthavnen følgende ruter:
| Flyselskaber                     | Destinationer |
| -------------------------------- | --- |
| Borajet                          | Ankara |
| Corendon Airlines                | Amsterdam, København                                                                                              |
| Jet Time                         | Charter: Billund, København, Aalborg, Helsinki (fra 31. maj 2014), Oslo                                           |
| Pegasus Airlines                 | Istanbul-Sabiha Gökçen                                                                                            |
| Scandinavian Airlines            | Charter: Billund, København, Göteborg, Oslo, Stockholm-Arlanda                                                    |
| SunExpress Deutschland           | Düsseldorf (fra 5. november 2013), Frankfurt am Main (fra 5. november 2013), Leipzig/Halle (fra 5. november 2013) |
| Thomas Cook Airlines Scandinavia | Charter: København, Stockholm-Arlanda                                                                             |
| Transavia.com                    | Amsterdam |